# Мочеиспускание человека
Мочеиспуска́ние (лат. mictio, uresis, urinatio; синонимы: деурина́ция, ми́кция) человека — процесс опорожнения мочевого пузыря у человека путём произвольного — у здоровых взрослых и детей, кроме младенцев, — периодического акта испускания мочи во внешнюю среду через мочеиспускательный канал (уретру). 
Мочевой пузырь и мочеиспускательный канал составляют нижний отдел мочевыделительной системы людей обоих полов.
Мочеиспускательный канал мужчины анатомически отличается от женского: у мужчин он более узкий и длинный. 
У женщин и мужчин уретра анатомически и физиологически связана с репродуктивной системой каждого пола. У мужчин и у женщин мочевой пузырь и уретра относятся вместе с половыми органами к органам малого таза. У мужчин уретра проходит внутри их копулятивного органа — пениса — и служит для выведения из организма мочи и прочего. У женщин уретра проходит спереди от влагалища и открывается в его преддверие между малыми половыми губами сзади от клитора. У женщин репродуктивного возраста с мочой выводятся вещества, служащие показателем беременности. Наличие пениса, на котором наружное отверстие мужской уретры отстоит от тела, позволяя в норме отводить от мужчины струю его мочи, позволило мужчинам мочиться преимущественно в удобном большинству положении стоя, что для него минимизирует неудобства с поиском места для этого и со степенью обнажения, тогда как для женщин без специальных усилий или приспособлений мочеиспускание в положении стоя привело бы к забрызгиванию ног, в связи с чем женщины обычно осуществляют мочеиспускание, как и дефекацию, сидя, что связано с прямохождением человека, как биологического вида.

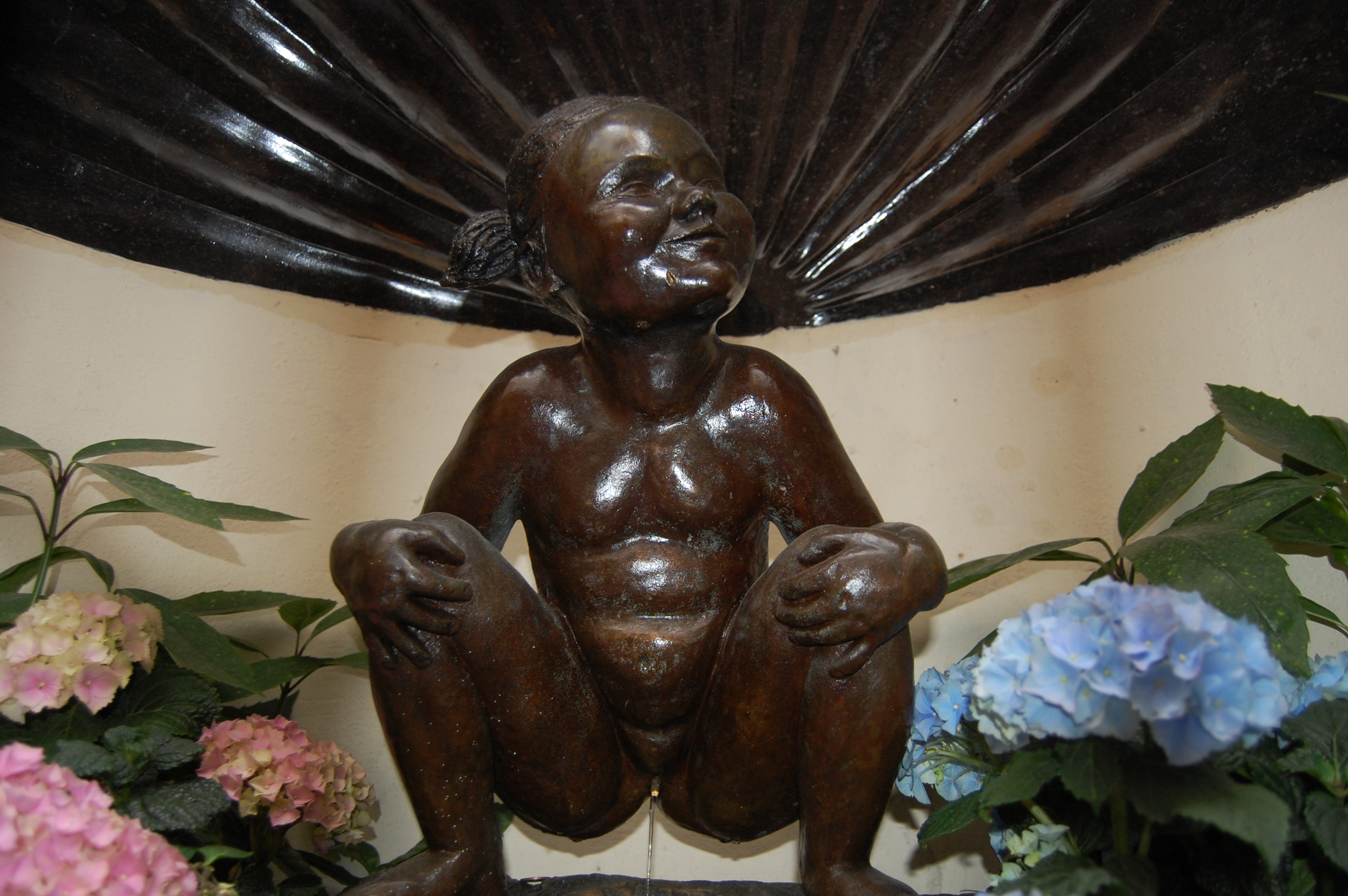
Фонтан «Писающая девочка» в Брюсселе

У других видов наземных высших позвоночных животных с мочой также выводятся вещества, служащие показателями их репродуктивного статуса и занимаемого в стае положения, важных для внутривидовой коммуникации, и у этих видов процесс деуринации связан с оставлением с его помощью обонятельных меток для сородичей на территории обитания каждой особи. У таких животных этот процесс обычно может являться публичным и его результаты предназначены для обонятельного восприятия другими особями. Приватность процесса может быть продиктована только соображениями собственной уязвимости во время него. У здорового человека разумного такая коммуникация не используется и процесс мочеиспускания, как связанный с выделениями и половыми органами, является приватным, а его продукт социально неприемлем и в норме удаляется из общественных пространств. Для осуществления этого процесса при наличии возможности используются специально оборудованные помещения — туалеты. Туалеты могут быть небольшими помещениями в виде комнат, рассчитанными на одного человека, либо более крупными помещениями для одновременного пребывания большего количества людей с разной степенью приватности.                 

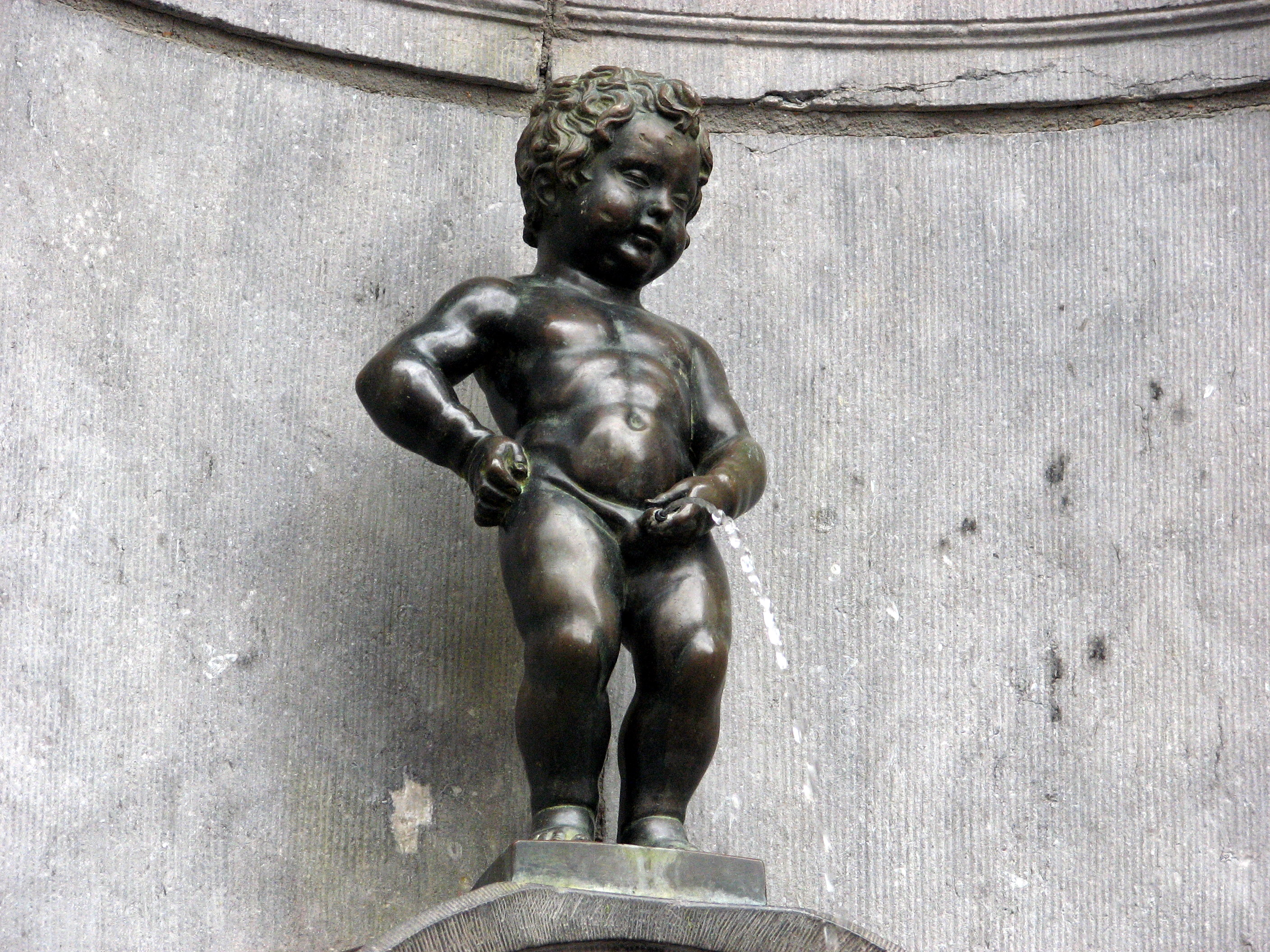
Фонтан «Писающий мальчик» в Брюсселе

Образование мочи почками путём фильтрации крови и выведение с ней растворимых отходов жизнедеятельности организма является необходимым условием существования высших животных, включая человека. При невозможности образования и выведения мочи происходит интоксикация организма отходами жизнедеятельности. К этому может привести целый ряд заболеваний генетического, инфекционно-воспалительного, онкологического и травматического происхождения. Нарушение образования мочи почками, вплоть до отсутствия её формирования, представляет собой острая или хроническая почечная недостаточность (ХБП — хроническая болезнь почек), в тяжелых случаях требующая искусственной очистки крови на аппаратах «искусственная почка» (гемодиализа). Выведение мочи у мужчин и женщин может затрудняться в разной степени при образовании осадка нерастворимых солей в виде почечных камней (конкрементов) и более мелких частиц — песка, а также при заболеваниях и повреждениях спинного мозга, нижний отдел которого отвечает за тазовые функции. У мужчин во второй половине жизни мочеиспускательный канал может сдавливаться разрастанием предстательной железы (аденомой простаты).     
Мочеиспускание обычно носит рефлекторный характер. Для начала этого процесса необходимо раскрытие сфинктера мочевого пузыря расслаблением его мышц, чтобы моча могла из пузыря поступить в уретру. В норме этот процесс запускается при достаточной степени наполнения мочевого пузыря, нервные окончания в котором ощущают увеличение давления в нём, натяжение его стенки, и посылают мозгу сигнал о необходимости опорожнения. У младенцев и при ряде заболеваний у взрослых волевой контроль над началом выделения отсутствует и оно происходит, как действие безусловного рефлекса. Это вызывает проблемы загрязнения тела и окружающих предметов инфекционно опасными и органолептически неприемлемыми биологическими отходами и требует применения влаговпитывающих гигиенических изделий, к которым сейчас относятся подгузники, а ранее - пелёнки. Во избежание загрязнения продуктами выделения непредназначенных для этого объектов, детей младшего возраста приучают, по возможности, контролировать ощущения от степени наполнения мочевого пузыря и осуществлять акт мочеиспускания в специально предназначенные для этого санитарно-технические приспособления либо при появлении позывов, либо - предварительно, например, перед выходом на улицу, перед сном или во время него. Из этих приспособлений обычно сначала используют детские туалетные горшки (спящего ребёнка осторожно, чтобы не разбудить, поднимают и высаживают стоя или сидя на коленях, придерживая одной рукой, другой держа горшок, сам ребенок держится за вас, затем, похвалив ребёнка, так же осторожно укладывают в постель), а затем ребёнка, когда ему исполнится 4 года, приучают пользоваться теми же местами отправления естественных надобностей, что и взрослые. При целом ряде заболеваний взрослых и, особенно, пожилых людей, у которых нарушается волевой контроль над тазовыми функциями или способность к передвижению, как и младенцев, используются адсорбирующие изделия - впитывающие одноразовые простыни, урологические прокладки и подгузники размеров, соответствующих антропометрическим параметрам взрослого и с необходимой степенью адсорбции, либо мочеприёмники. Мочеприемники представляют собой либо жесткие ёмкости с наклонной горловиной, служащей для наполнения при поднесении к больному и последующего слива, либо — при более частом выделении мочи или её выделении через стому — гибкие плотные пакеты с трубкой для наполнения и слива, которая может соединяться с уретрой посредством вставляемого в уретру или стому катетера, а у мужчин вместо катетера на уретре может использоваться урологический презерватив (уропрезерватив) с трубкой на конце.

## Анатомия мочеполовой системы и физиология мочеиспускания у человека
В акте мочеиспускания задействуется мочевыделительная система человека. В первом приближении она у представителей мужского и женского полов состоит из одних и тех же элементов, но строение её нижнего отдела у мужчин и женщин разное в связи с различиями в репродуктивной функции каждого из биологических полов (см. Мочеполовая система человека). 
Образующаяся у мужчин и женщин из отфильтрованной крови почками моча, содержащая продукты жизнедеятельности организма, спускается по мочеточникам в мочевой пузырь. При его наполнении возникает рефлекторный позыв на мочеиспускание, при осуществлении которого моча выводится наружу через мочеиспускательный канал (уретру), отличия в расположении которого у обоих полов традиционно приводят к различиям в культуре мочеиспускания. У мужчин канал проходит внутри мужского полового члена, расположенного вне полости таза, тогда как у женщин канал проходит исключительно внутри неё. Наружное отверстие мочеиспускательного канала располагается (открывается) у мужчин обычно на вершине головки мужского полового члена, у женщин же оно скрыто в преддверии влагалища в складках малых половых губ, клитором и спереди от входа во влагалище. У мужчин мочеиспускательный канал служит помимо выведения мочи для выведения семенной жидкости и проходит через образующую эту жидкость предстательную железу (простату), патологическое увеличение которой, распространённое в пожилом возрасте, может приводить и к затруднениям мочеиспускания.

### Мышцы, участвующие в акте мочеиспускания у человека
В осуществлении мочеиспускания участвуют главным образом мышцы мочевого пузыря, которые у мужчин переходят на мочеиспускательный канал до семенного бугорка, а у женщин — до наружного отверстия мочеиспускательного канала. Эти мышцы имеют собирательное название «детрузор» (лат. musculus detrusor).
Сфинктер мочевого пузыря — мышца специфической формы, выполняющая запирающую функцию сжатия физиологического отверстия.
Также некоторое значение для осуществления акта мочеиспускания имеет деятельность поперечнополосатых мышц промежности, брюшного пресса и мочеполовой диафрагмы.

### Произвольность мочеиспускания и её нарушения
В обычных условиях у практически здорового человека мочеиспускание является преимущественно произвольным актом, то есть регулируется осознанным волевым актом. Волевому контролю над этим актом обучают в детском возрасте. До овладения волевым контролем этих действий у детей используются впитывающие гигиенические принадлежности, такие как традиционные многоразовые или одноразовые пелёнки или более современные подгузники, большие размеры которых применяются и у взрослых при различных заболеваниях, связанных либо с нарушением произвольности процесса либо с нарушениями подвижности больного, затрудняющими пользование туалетами, например у лежачих больных.
Нарушения произвольности могут иметь как кратковременный и функциональный характер (при некоторых разновидностях стрессовых ситуаций), так и долгосрочное течение при стойких расстройствах центральной (головной или спинной мозг) или периферической нервной системы и при органических нарушениях строения и функционирования тазовых органов. Нарушения произвольности могут проявляться как в не поддающемся волевому контролю выделении — недержании мочи различной степени (энурез как стрессогенного (чаще у детей), так и инфекционно-воспалительного характера или вызванный слабостью мышц тазового дна (у взрослых женщин)), так и в задержке её выделения вплоть до полной невозможности самостоятельного опорожнения мочевого пузыря — при некоторых заболеваниях спинного мозга у лиц обоего пола или у мужчин старшего возраста при аденоматозном разрастании ткани предстательной железы (простаты), перекрывающем верхнюю часть мочеиспускательного канала. При такой невозможности самостоятельного опорожнения мочевого пузыря, переполнение которого может привести к нарушению работы вышележащих органов мочевыделительной системы вплоть до отказа работы почек, производят медицинское вмешательство - катетеризацию мочевого пузыря (введение через уретру в полость пузыря специальной опоражнивающей трубки — катетера), а при невозможности данной процедуры — пунктирование (прокалывание) пузыря.
Для выявления патологии в процессе мочеиспускания используется урофлоуметрия.

## Культура мочеиспускания

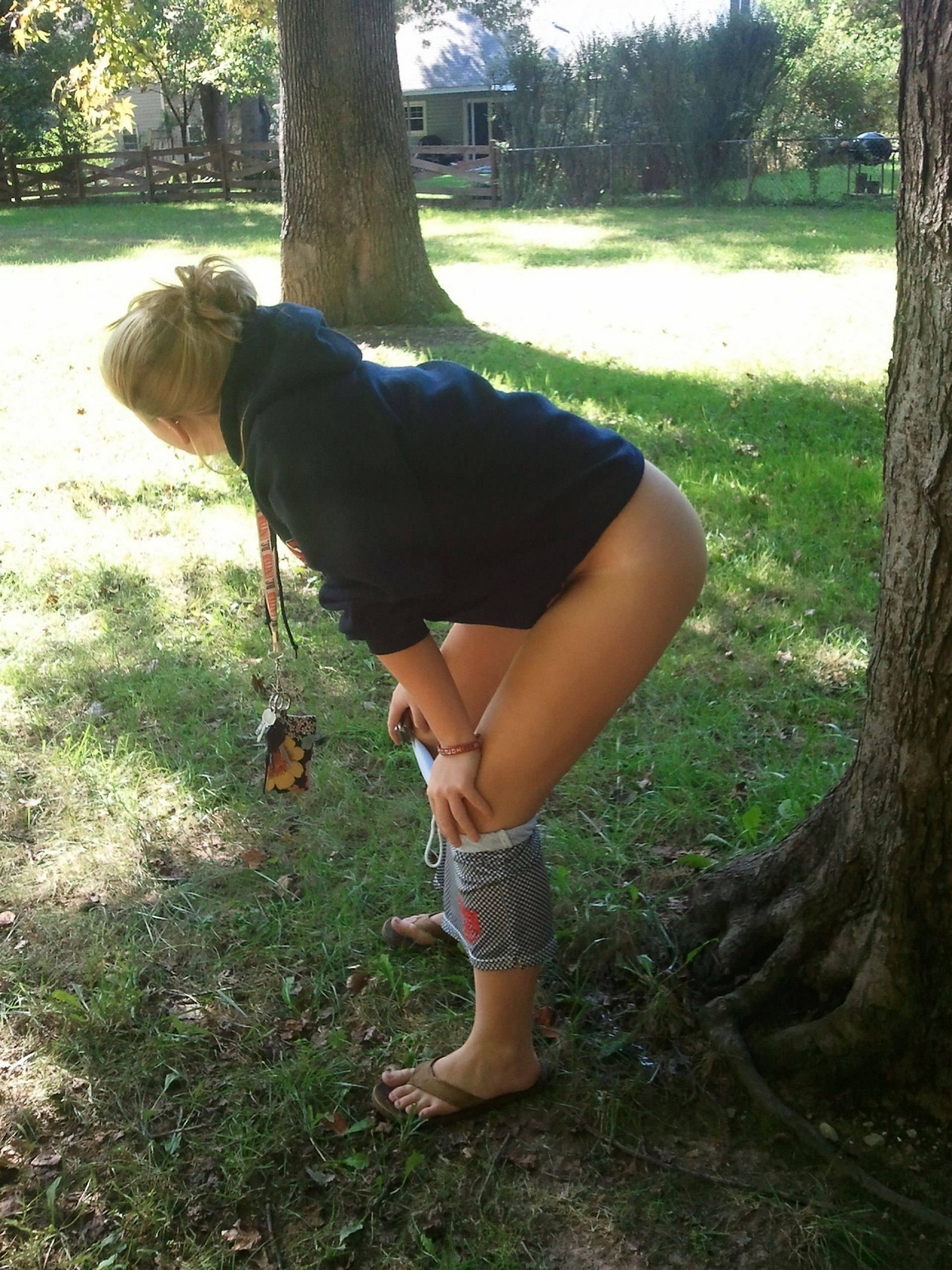
Мочеиспускание женщины в положении стоя

Культура мочеиспускания наряду с культурой дефекации составляет туалетную культуру, которая регламентируется соответствующими этическими и культурными нормами во многих человеческих обществах. В некоторых обществах культура мочеиспускания не является объектом существенной регламентации. В то время как в других регламентируется достаточно жёстко. Так, во многих современных западных, а также исламских обществах публичное мочеиспускание осуждается.
У человека мочеиспускание является в обычных условиях преимущественно произвольным актом, то есть регулируется осознанным волевым актом. Это достигается в процессе воспитания, когда культурные нормы мочеиспускания усваиваются детьми, акты мочеиспускания которых изначально непроизвольны. Непроизвольное мочеиспускание (недержание мочи, энурез) может наблюдаться при ряде острых и хронических заболеваний и сильном стрессе.

### Отличия у мужчин и женщин

#### Традиционные позы

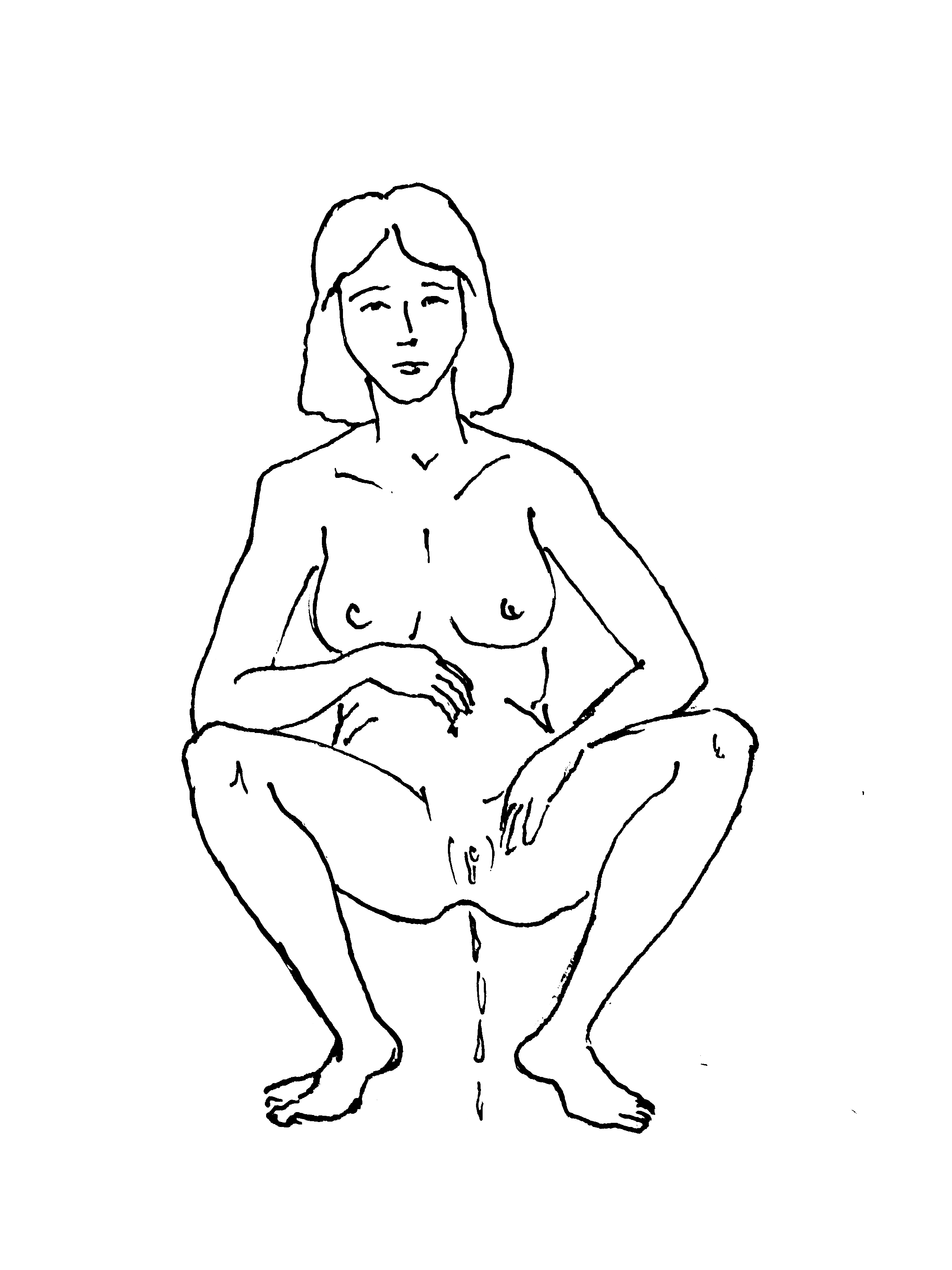
Женское мочеиспускание в положении сидя с разведёнными ногами. На рисунке обозначен овальный валик больших половых губ, окружающих преддверие влагалища, в которое открывается женский мочеиспускательный канал. Рукой может оттягиваться в сторону наружная поверхность большой половой губы для разведения половых губ с целью более свободного вытекания мочи без разбрызгивания струи складками преддверия влагалища

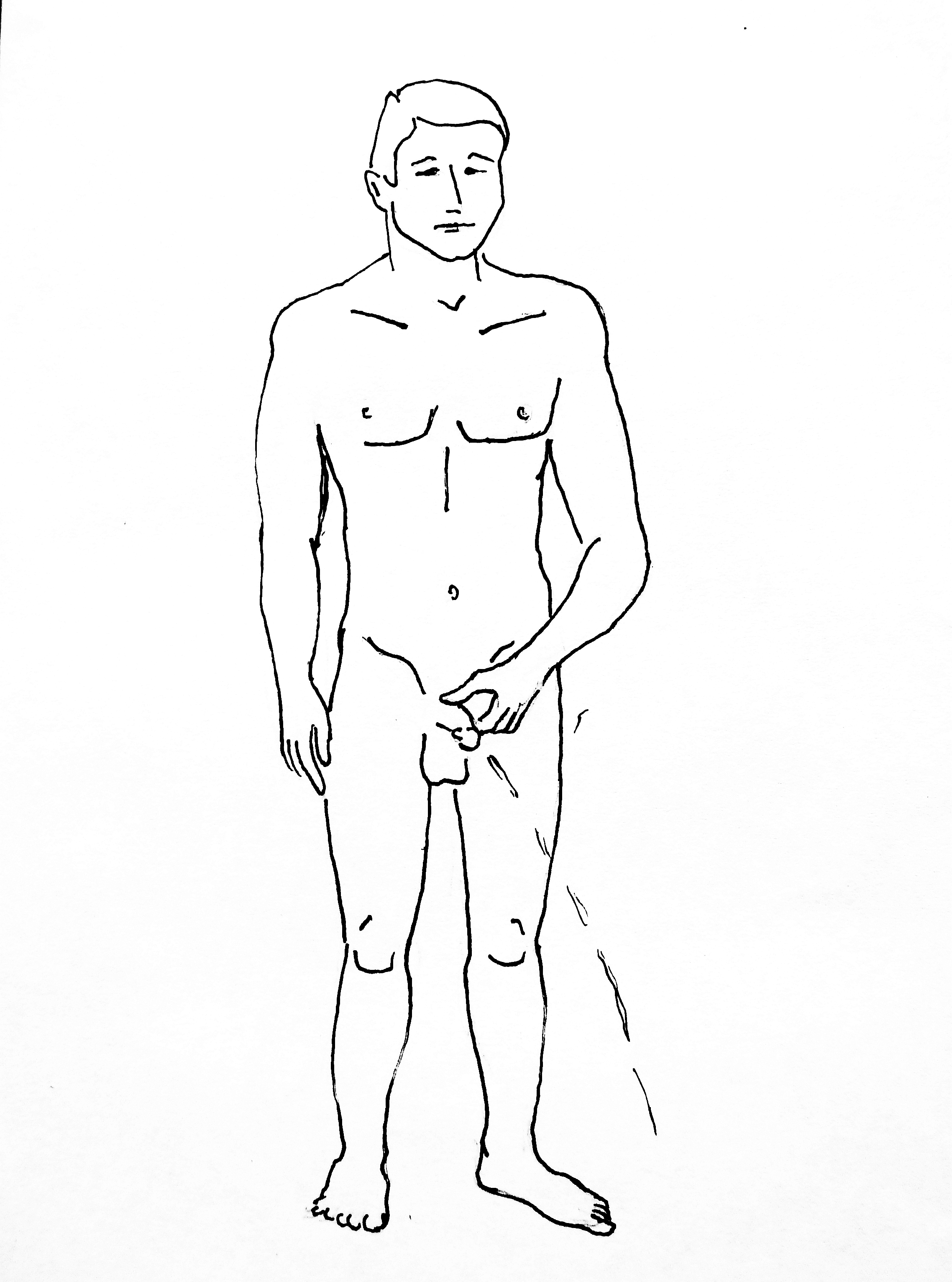
Мужское мочеиспускание в положении стоя. Мужчина может придерживать рукой половой член, пытаясь придать струе направление

Принятые формы процесса мочеиспускания у женщин и мужчин различаются в разных культурах. Так, в современных западных обществах женщинам принято осуществлять мочеиспускание преимущественно сидя или в полуприседе, а мужчинам — стоя, что связано с анатомическими различиями в расположении мочеиспускательного канала и его наружного отверстия у обоих полов: прохождение уретры у мужчин в теле расположенного снаружи тазовой полости полового члена и отверстия уретры на его дальнем конце (вершине его головки) позволяет мальчикам научиться управлять, хотя и не всегда со стопроцентной точностью, направлением струи мочи с помощью как поворотов тела и его тазовой области, так и с помощью поворотов руками своего полового члена, а у женщин уретра проходит внутри тазовой полости и её наружное отверстие скрыто между ног сзади от передней поверхности тела и управление струёй без специальных усилий и обучения не осуществляется, что при отклонении от традиционной позы могло бы привести к забрызгиванию мочой ног женщины и окружающих поверхностей чаще, чем у мужчин. Однако в исламских обществах и мужчины, как и женщины, мочатся сидя.

#### Современные тенденции
В связи с ростом активного участия женщин в общественной жизни, особенно начиная с XX века, сопровождавшимся развитием движения за предоставление женщинам больших свобод самостоятельного перемещения, занятия спортом, туризма и участия в массовых мероприятиях, сторонницы женского движения на Западе затронули и сферу обеспечения женщин соответствующими удобствами. Участие большого числа женщин в массовых мероприятиях, таких как музыкальные фестивали, в том числе на открытом воздухе, зачастую вызывает в связи с женскими анатомо-физиологическими особенностями, ведущими к необходимости иногда более частого мочеиспускания, чем у мужчин, образование длинных очередей в женские туалеты, которые, к тому же, бывают загрязнены. Участие женщин в занятиях спортивным туризмом и другими видами спорта в не оборудованной санитарными удобствами местности на открытом воздухе и в сложных погодных условиях, не способствующих спокойному отправлению естественных нужд в положении сидя, также подталкивало к поиску конструкторских решений, позволяющих уменьшить затраты времени и неудобства.

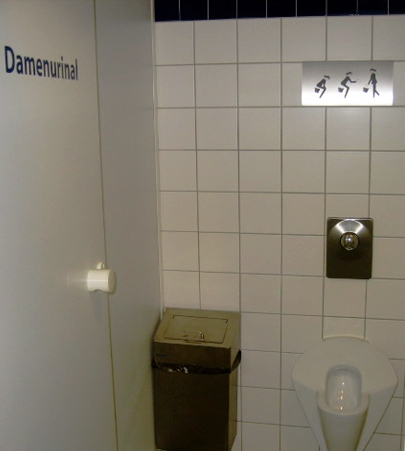
Женский писсуар одной из конструкций. На фотографии видна схема, показывающая, что женским писсуаром надо пользоваться, стоя спиной к нему

Изучив решение таких проблем у мужчин, феминистки и проектировщики пришли к выводу, что минимизация обнажения и соприкосновения с потенциально загрязнённой сантехникой достигается в положении стоя. Но так как в связи с отличиями расположения женской уретры от мужской простое следование мужской манере мочеиспускания затруднительно, потребовались способы и технические средства, способные уравнять возможности женского пола с мужским.
Феминистки предлагают как способы, не требующие специальных приспособлений, так и те, которые предусматривают наличие стационарного или индивидуального портативного оборудования. И те и другие могут требовать предварительного обучения или самообучения.

##### Безаппаратное женское мочеиспускание стоя
Для эффективного безаппаратного женского мочеиспускания стоя рекомендуют научиться управлять мышцами тазового дна, что позволит управлять направлением струи мочи вперёд от себя подобно мужчинам. Предлагается, до некоторой степени раздвинув ноги, пальцами одной или обеих рук развести перед мочеиспусканием в стороны спереди наружные — большие, а затем и внутренние — малые половые губы, так как обычно последние могут прикрывать наружное отверстие уретры и отклонять струю мочи в нежелательном направлении. В начале процесса самообучения женщинам рекомендуют внимательно изучить анатомию своих мочеполовых органов, так как представительницы женского пола могут быть с ней недостаточно хорошо знакомы из-за того, что даже наружные органы этой сферы у женщин в отличие от мужчин находятся вне прямой видимости для их обладательниц.

#### Приспособления для женского мочеиспускания

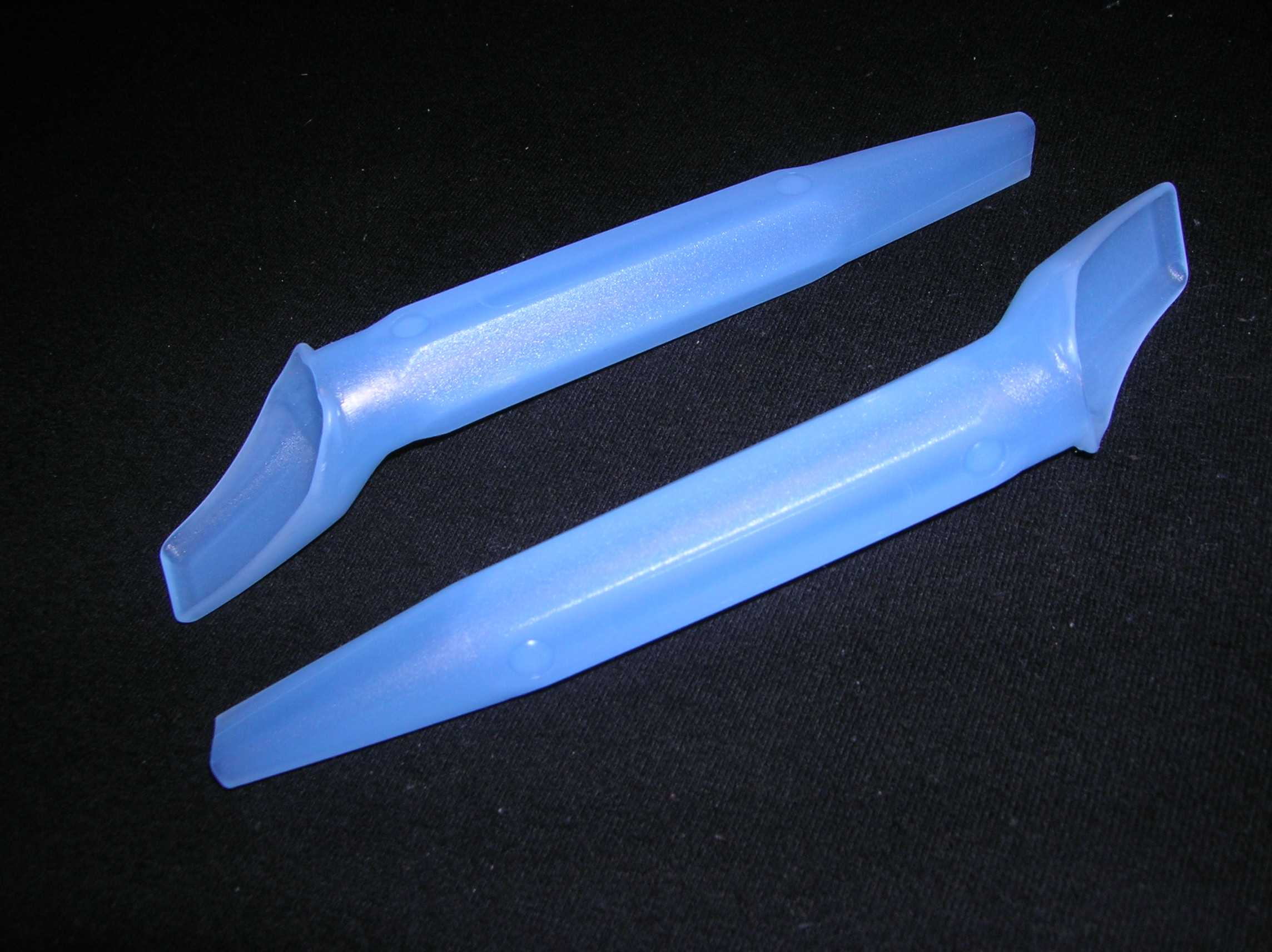
Многоразовое портативное устройство для придания нужного направления струе мочи при женском мочеиспускании марки Travelmate с нешироким задним концом, рассчитанным на прикрытие только небольшой области вокруг наружного отверстия уретры

В конце XX века в западных странах появились специальные приспособления, облегчающие процесс мочеиспускания женщинами в положении стоя или полуприсев. К стационарному сантехническому оборудованию относят женские писсуары. К индивидуальному портативному — специально разработанные одноразовые (из специальной непромокаемой бумаги или многоразовые пластиковые снабжённые флаконом со специальной жидкостью для последующей дезинфекции) приспособления в виде трубок или воронок со срезанным наискосок более широким концом, которым женщина перед мочеиспусканием накрывает свои наружные мочеполовые органы, охватив, самое важное, наружное отверстие уретры (особенно при узости заднего конца приспособления), и направив, как мужчины направляют свой половой член, противоположный, свободный более узкий конец воронки со струёй мочи в нужном направлении. При ношении женщиной брюк на молнии или пуговицах для пользования такими воронками без значительного спускания брюк при мочеиспускании длину застёжки предварительно могут увеличить.

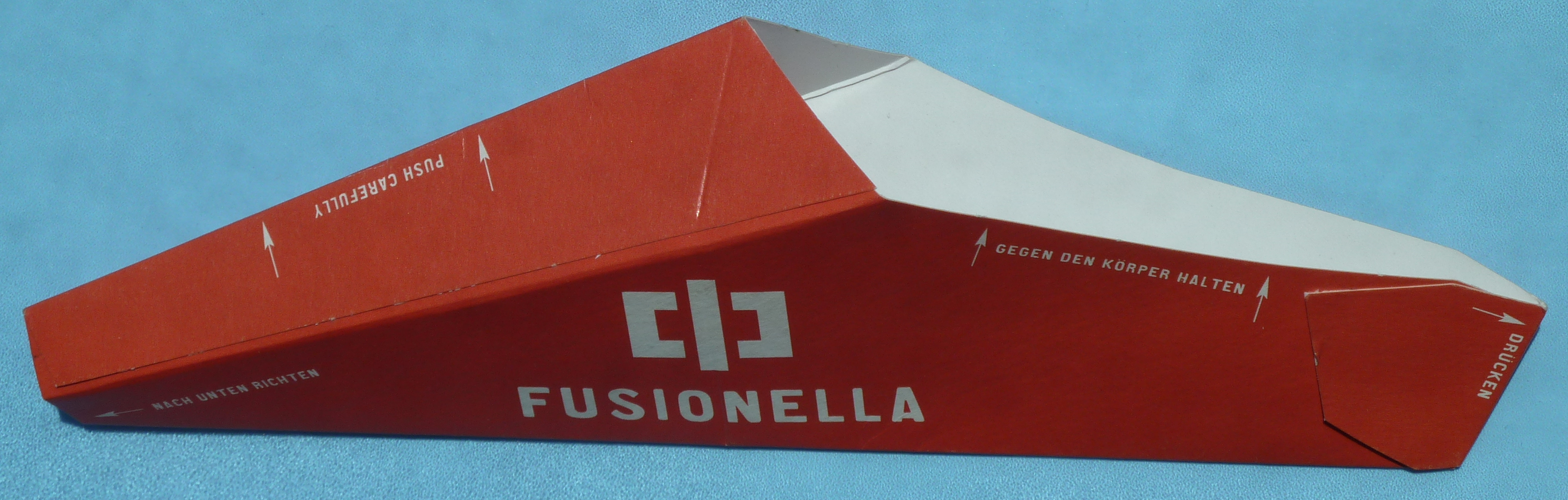
Портативное устройство марки Fusionella для придания нужного направления струе мочи при женском мочеиспускании, способное прикрыть широким концом всю область наружных женских мочеполовых органов

Научившись управлять направлением струи мочи, женщина может относительно более эффективно, быстро и защищённо осуществлять мочеиспускание практически в любых подходящих для этого условиях — на практически открытой местности, в полуоткрытых женских туалетах, а в срочных случаях при занятости таковых на массовых мероприятиях — и в мужских туалетах у мужских писсуаров.

##### Мужское мочеиспускание сидя
Мужчины могут мочиться сидя из соображений о необходимости соблюдать чистоту туалетного стульчака: после мочеиспускания стоя на ободке (или сиденье) унитаза и рядом расположенной стене туалета могут оставаться капли мочи (в том числе — от брызг, возникающих при отражении струи мочи от «рабочей» поверхности унитаза вследствие напора струи). Также при мочеиспускании сидя лучше расслабляются мышцы тазового дна, тем самым улучшается отток мочи и лучше опустошается мочевой пузырь — этим может быть обусловлен выбор сидячей позы мочеиспускания при болезнях предстательной железы.

### Туалеты
Для мочеиспускания обычно используются туалеты. Их расположение и конструкционные особенности (например, количество мест) делят их на рассчитанные на одну семью и общественные. Их конструкция разнится как внутри одной страны, так и от общества к обществу и зависит от обустроенности места их расположения.

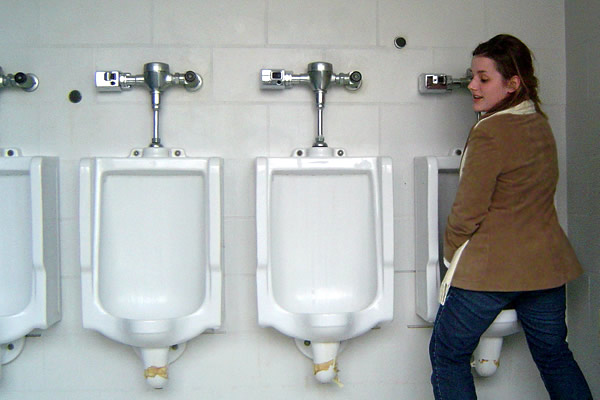
Женщина показывает, что портативное индивидуальное приспособление для женского мочеиспускания позволяет мочиться стоя, почти не обнажаясь и пользуясь мужским писсуаром

Так, в многоквартирных многоэтажных жилых домах, а также производственных и офисных помещениях чаще всего присутствуют централизованное водоснабжение и водоотведение (канализация), что позволяет удалять продукты жизнедеятельности человека с потоком воды для последующей централизованной утилизации. Это характерно и для стационарных общественных туалетов в городах. Напротив, в сельской местности зачастую как общественные (например, привокзальные), так и придомовые туалеты не имеют водоснабжения и водоотведения и строятся на основе выгребных ям. В городах также используются неканализованные туалеты, удаление отходов из которых производят ассенизаторы.
Индивидуальные придомовые, внутриквартирные и небольшие служебные туалеты обычно имеют одно пользовательское место, по конструкции одинаковое для мужчин и женщин, в виде унитаза или примитивного приёмного отверстия. Многоместные общественные туалеты могут отличаться по конструкции в этом отношении: в традиционных женских туалетах присутствуют лишь вышеописанные универсальные места, в городских условиях разделённые перегородками на индивидуальные кабинки, тогда как в снабжённых водопроводом и канализацией мужских могут наряду с кабинками с унитазами иметься места, предназначенные только для мочеиспускания в положении стоя. В менее комфортных случаях это не снабжённые обеспечивающими некоторую приватность перегородками сливные желоба на уровне пола или выше, на уровне колен. В более комфортных условиях на стену монтируются специальные санитарно-технические приспособления только для мочеиспускания стоя — индивидуальные писсуары, которые могут быть частично отделены друг от друга вертикальными перегородками.
В западной культуре также в последние десятилетия появились писсуары, разработанные специально для женщин.

### Осуществление в затруднённых условиях
Затруднения при осуществлении процесса могут наблюдаться как при заболеваниях, лишающих человека обычной подвижности, так и вследствие стеснённых внешних условий — например, при длительном авиаперелёте на воздушных судах, не оборудованных туалетами, или в других случаях, затрудняющих пользование обычным сантехническим оборудованием. При этом могут также использоваться специальные санитарные приспособления.
Для сбора продуктов жизнедеятельности организма у лежачих больных и у младенцев используются: особое впитывающее нательное (подгузники) и постельное (простыни) бельё, подкладные судна и мочеприёмники. Последние могут применяться и здоровыми людьми в стеснённых условиях — так, одна из моделей рекламировалась на Западе для использования болельщиками во время длительных матчей на заполненных стадионах с затруднённым выходом с них и была названа «Stadium buddy» («Приятель по стадиону»).

## Иллюстрации

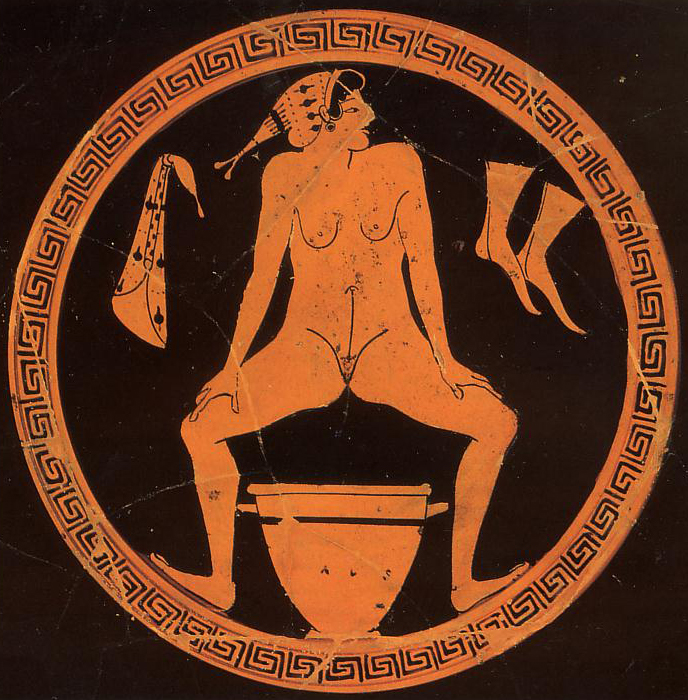
Гетера мочится в скифос. Краснофигурная вазопись, ок. 480 до н. э.
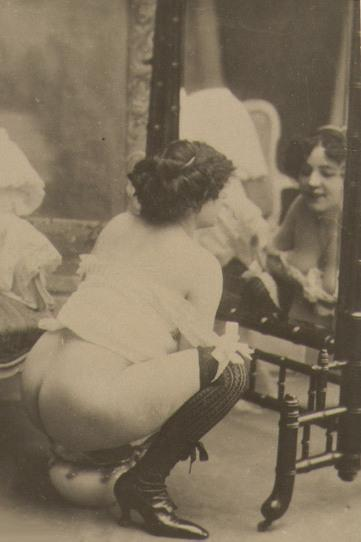
Женское мочеиспускание в ночной горшок времён Викторианской эпохи (XIX век)
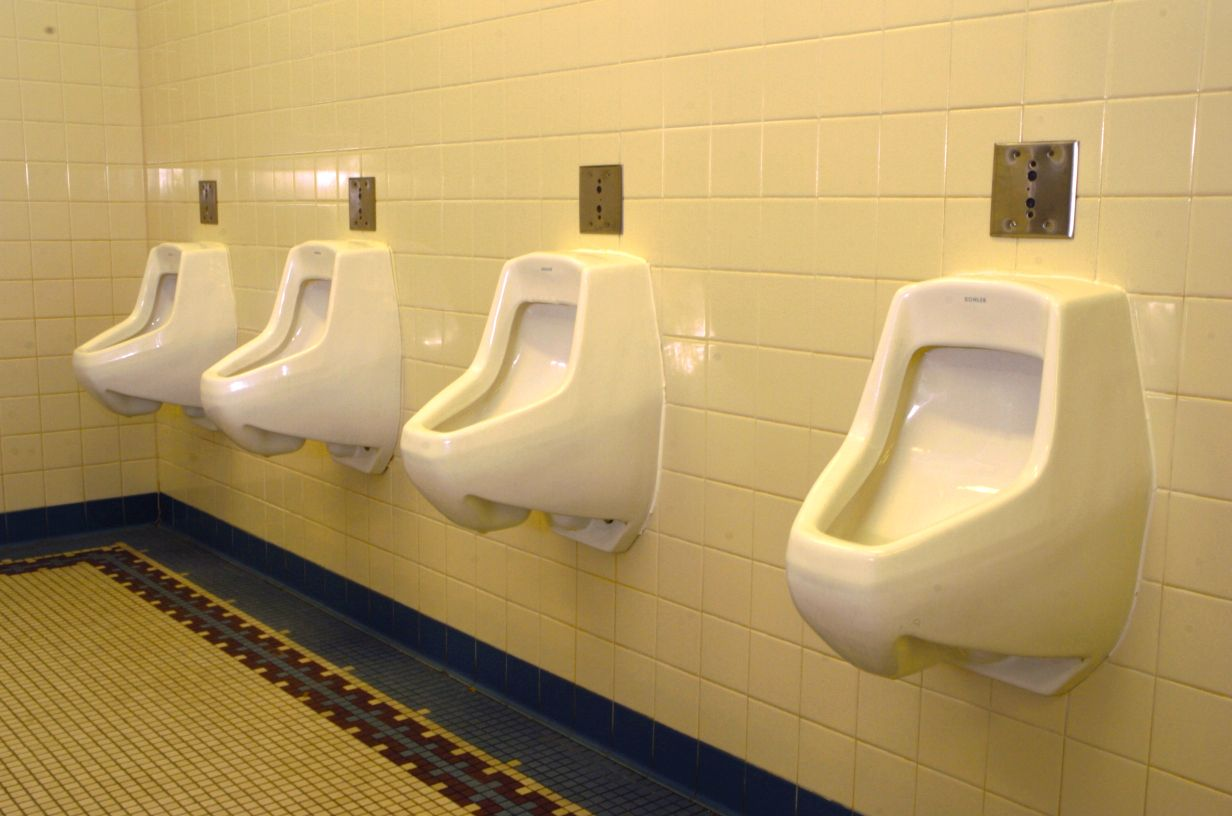
Писсуары для индивидуального пользования в общественном туалете
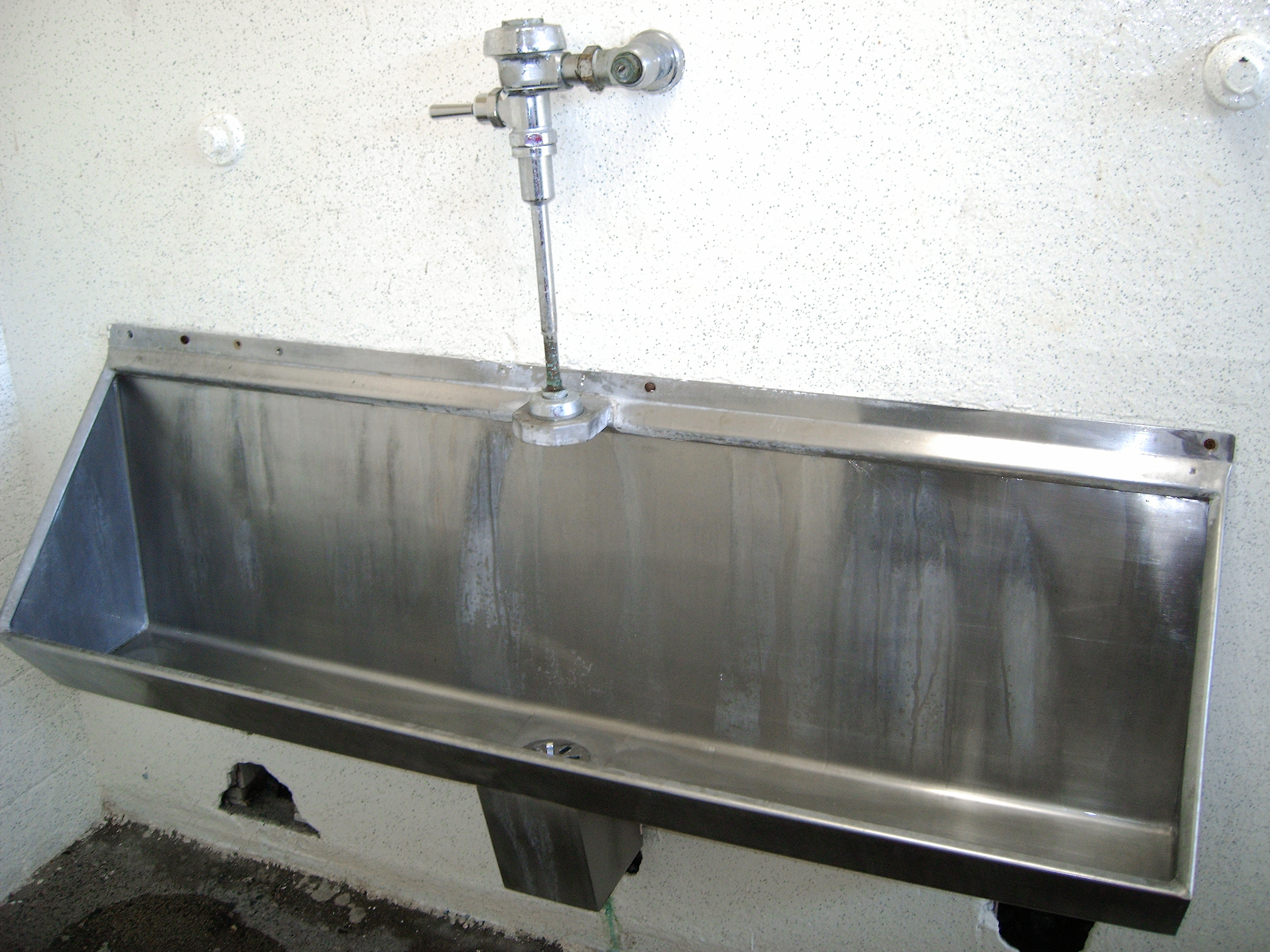
Удлинённый писсуар для одновременного пользования несколькими мужчинами
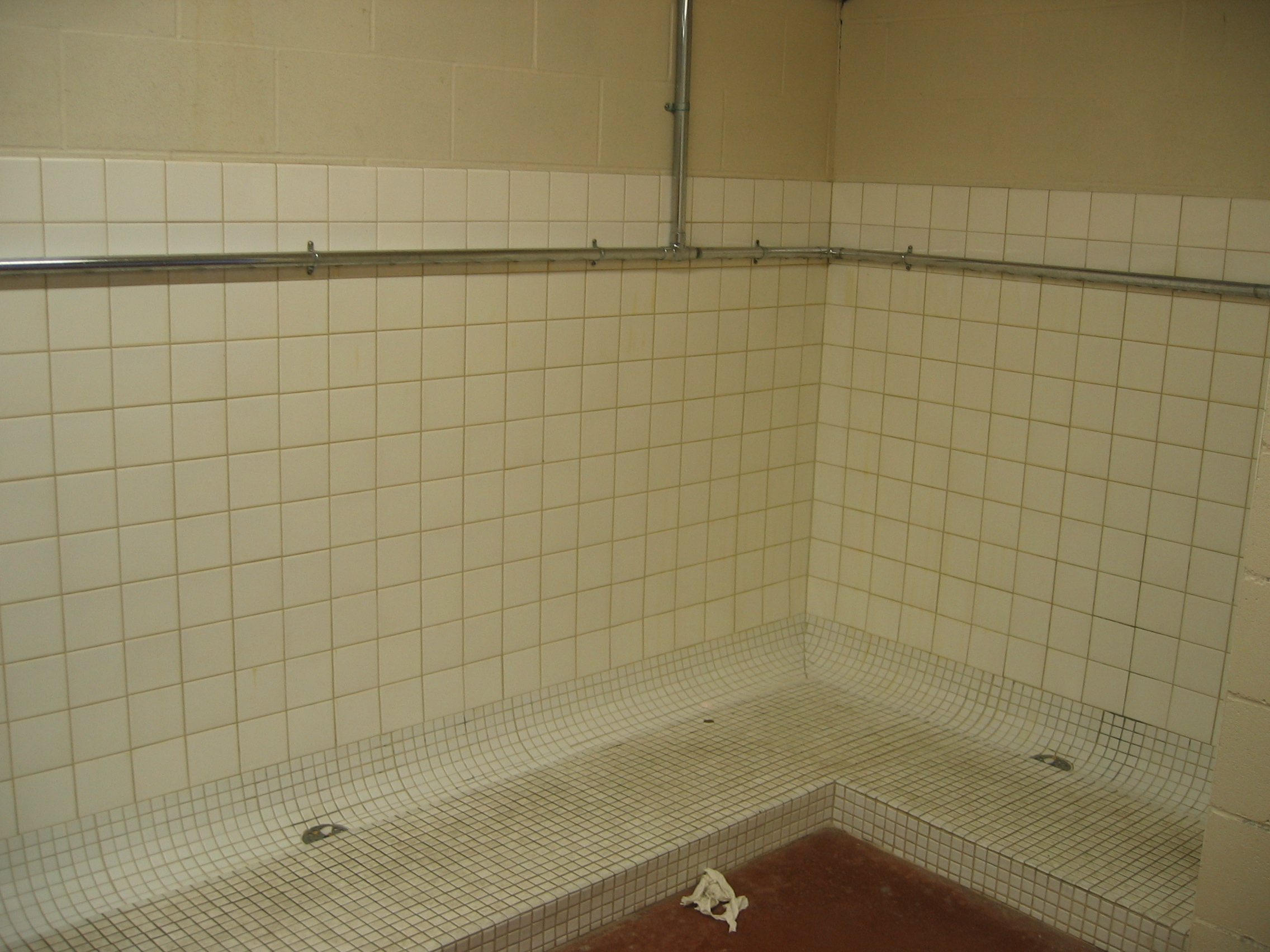
Настенный писсуар.
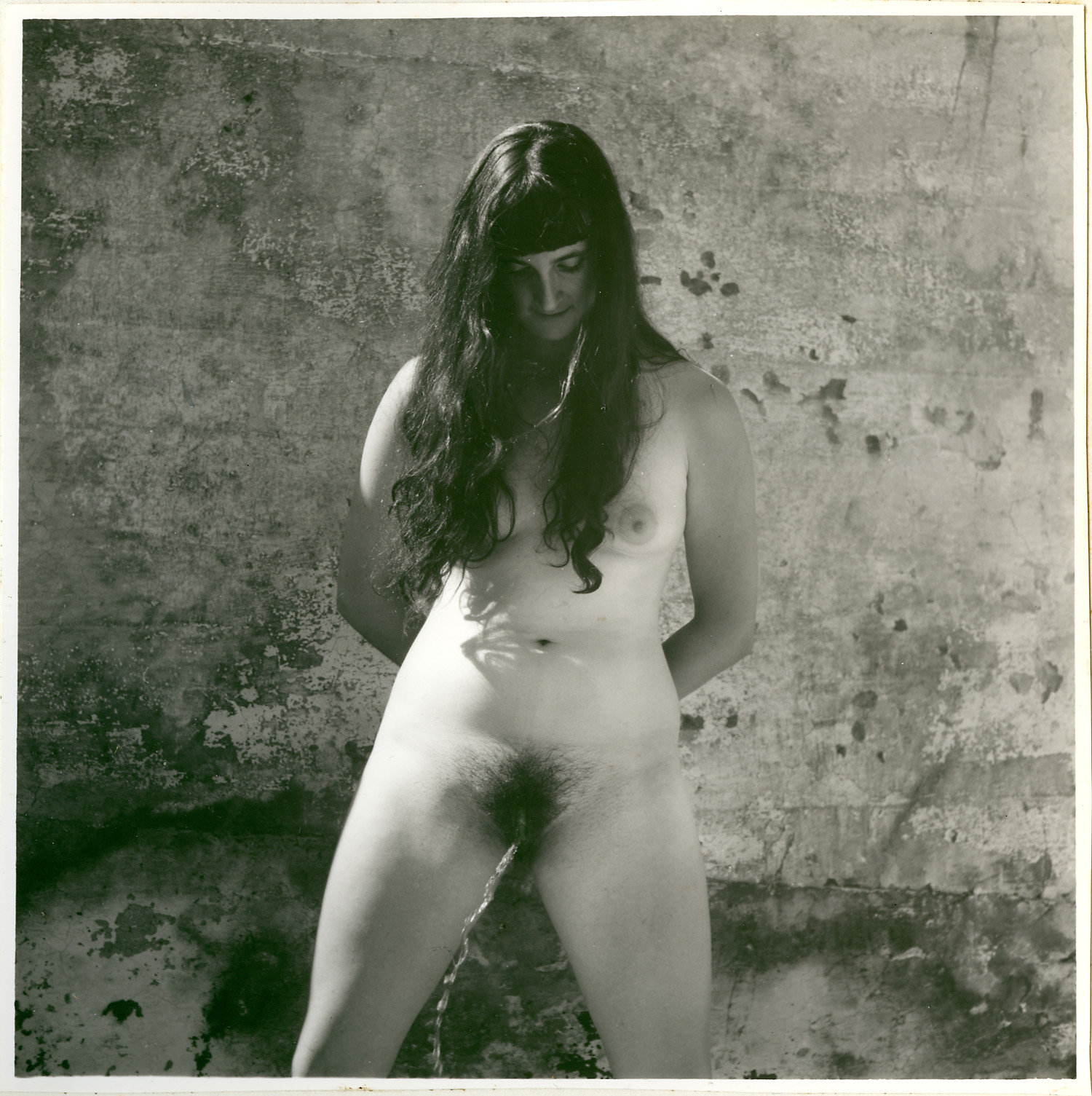
Мочеиспускание женщины. Наглядно продемонстрировано, как наружное отверстие мочеиспускательного канала скрыто между половыми губами
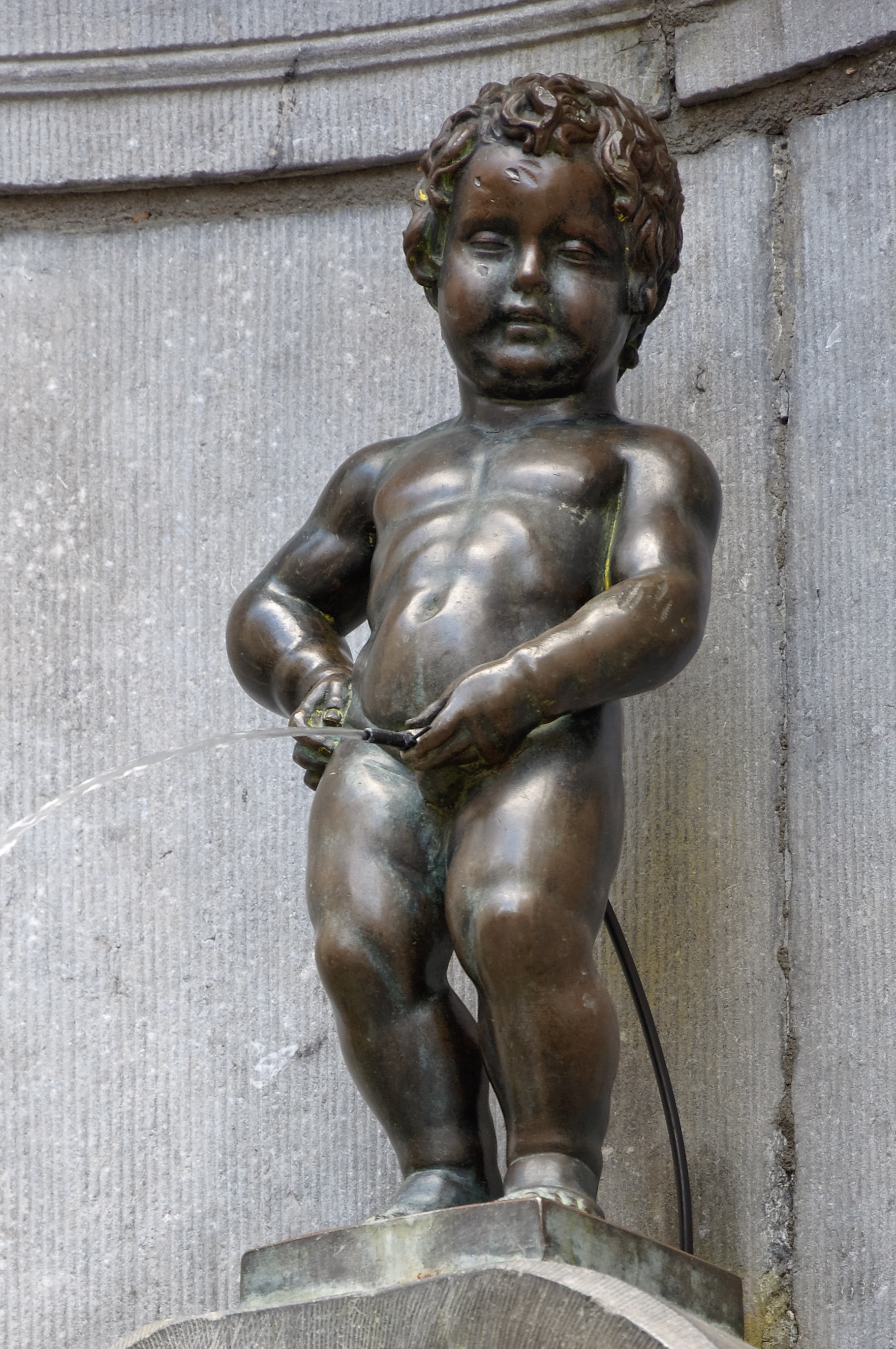
Так же в виде статуй - знаменитый на весь мир "Manneken Pis" ("Писающий мальчик"), автор: Жером Дюкенуа Старший
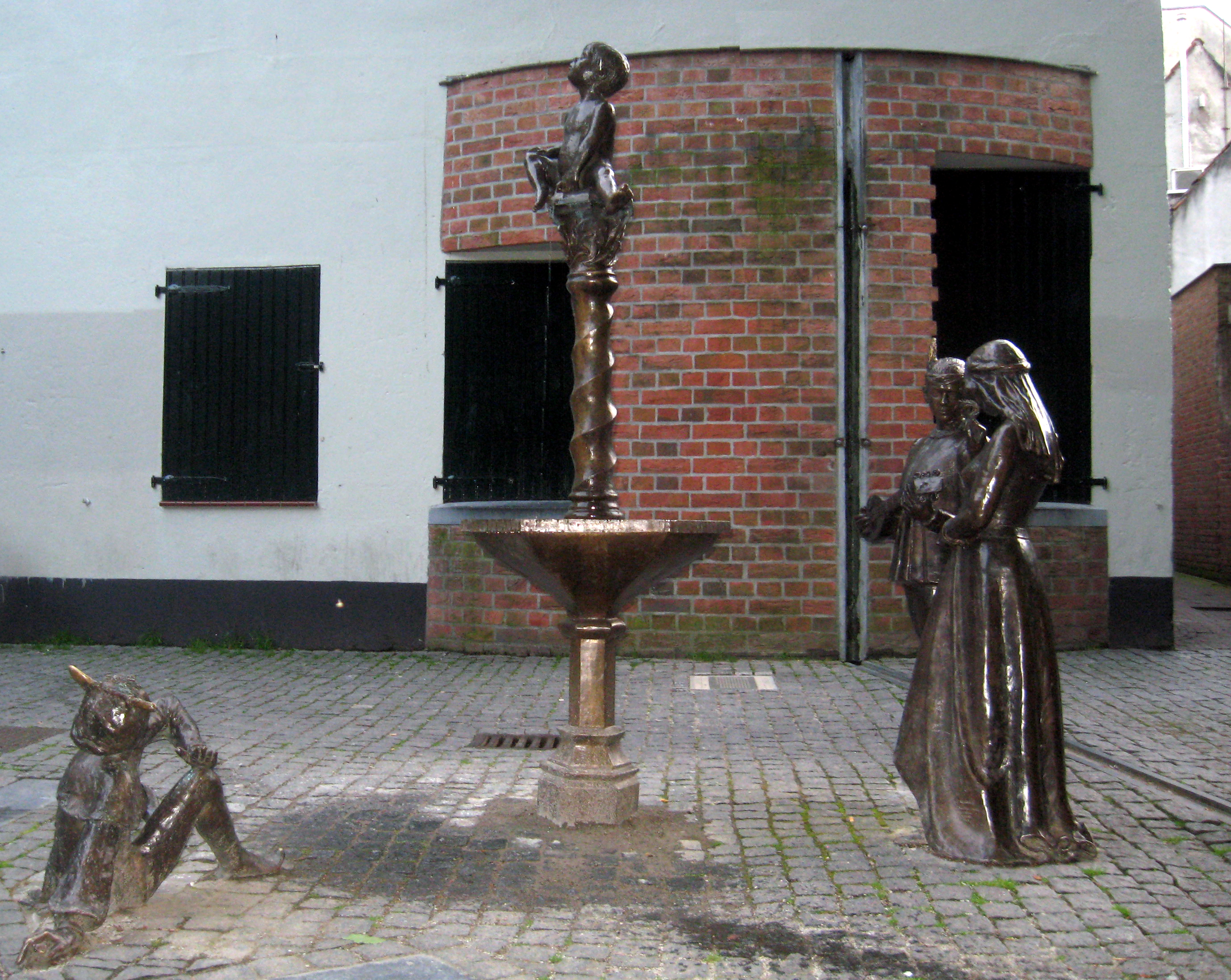
"Dieske", автор: JeanMarianne Bremers.
Трёхмерная модель выделительной системы человека
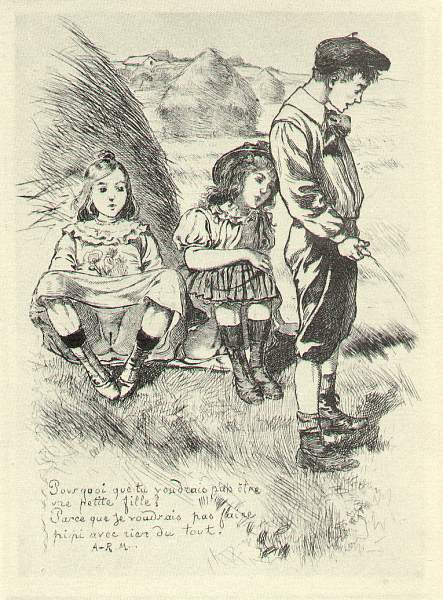
Рисунок французского иллюстратора Мартина ван Маэле, альбом La Grande Danse macabre des vifs. Надпись на рисунке гласит: "Почему Вы не хотите быть девочкой? Потому что я не хочу писать ничем."
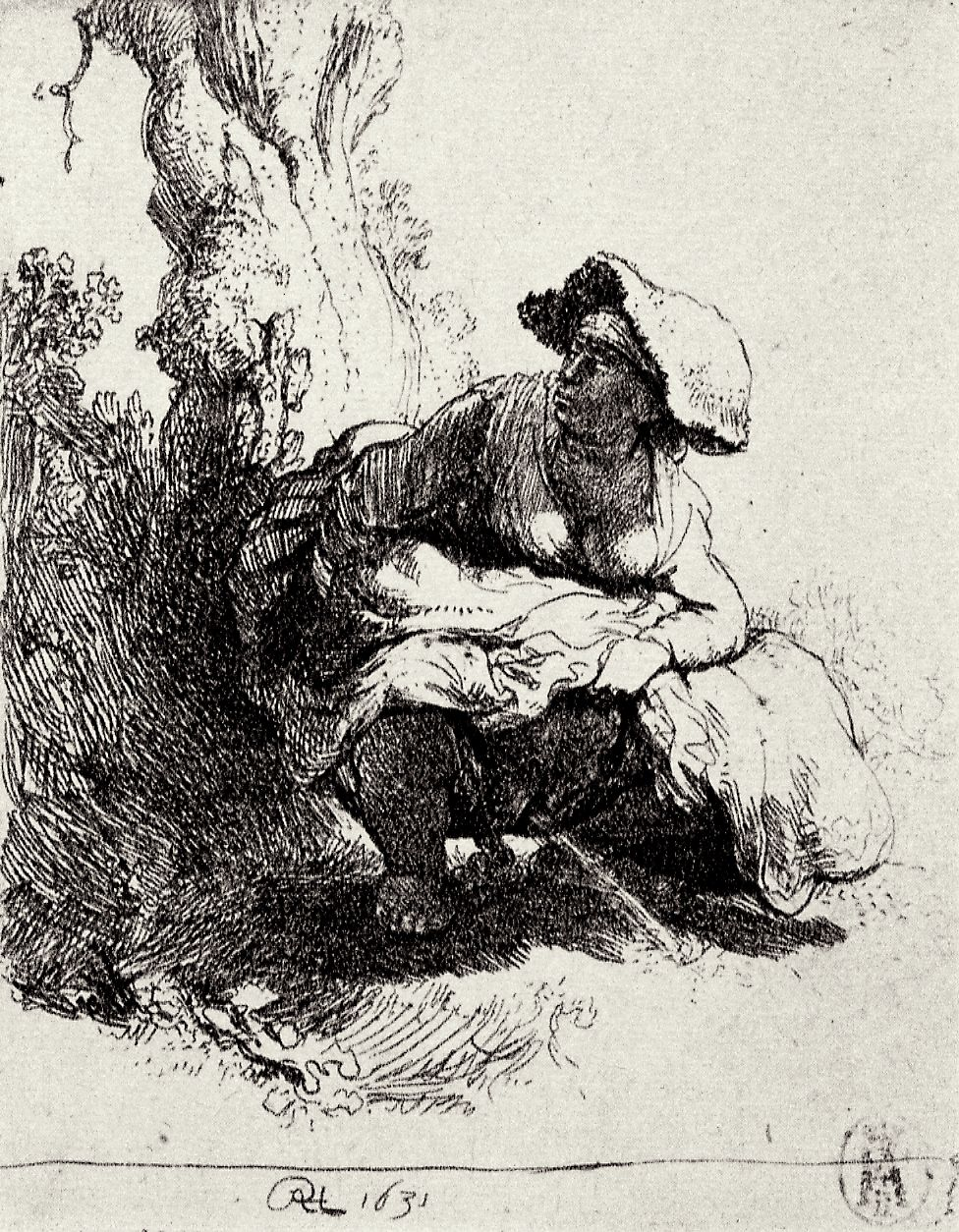
Рембрандт. Pinkelnde Bauersfrau (1631)
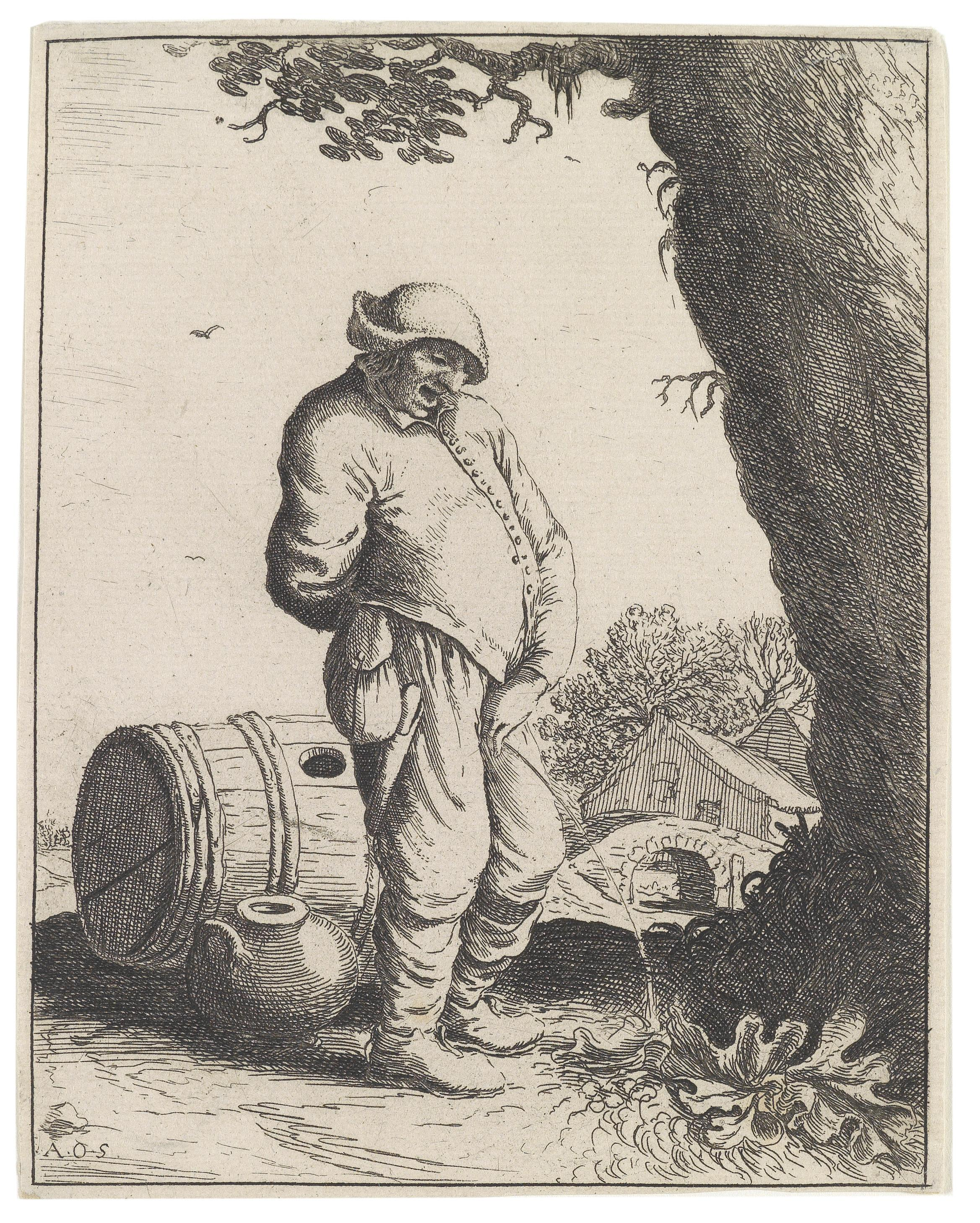
Адриан ван Остаде. Der pissende Bauer (1660)